# Krigsseglare
Krigsseglare kallas besättningsmän på handels- eller fiskefartyg som seglat i ett krigsområde. Benämningen används oftast för sjömän i handelsflottan under andra världskriget.

## Om svenska krigsseglare

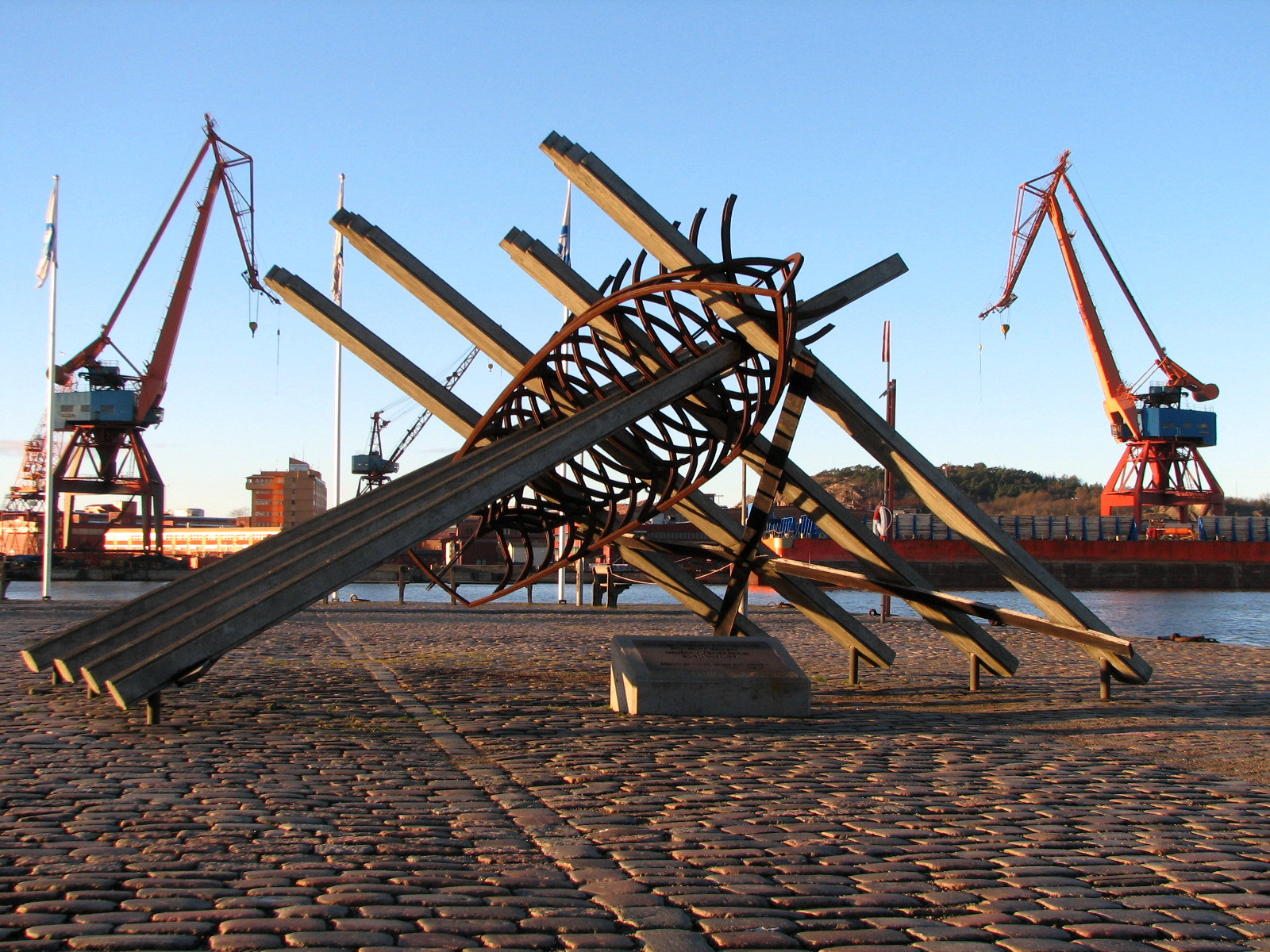
Krigsseglarnas minnesmärke på Stenpiren i Göteborg.

Under andra världskriget dog cirka 2 000 svenska sjömän då cirka 270 fartygs sänktes.

### Krigsriskersättningen
År 1939 slöt de fackliga parterna ett avtal om krigsriskersättning i olika zoner och hamnar. Ju farligare zon, desto högre krigsrisk. Till en början fick svenskarna behålla 50 kronor i månaden av sin krigsrisk, men summan höjdes senare till 150 kronor. Resten av pengarna skulle sättas in på ett spärrat KX-konto i Postsparbanken som endast skattemyndigheterna hade fri tillgång till. Ersättningen utgick den tid fartyget befann sig i respektive zon, med undantag för liggetid i neutral hamn. Den högsta ersättningen, 300 procent av lönen, utgick på den så kallade "dödsfarten" (nordtyska hamnar samt Rotterdam) under de två sista krigsåren.
En annan paragraf i krigsrisklagen stadgade att ersättningen upphörde när ett fartyg förlist. Den som drivit omkring länge på en flotte var alltså inte ersättningsberättigad. Missnöjet med krigsriskersättningen gjorde att 2 000 svenska sjömän mer eller mindre varaktigt seglade i andra nationers fartyg, där hela krigsrisken betalades ut med månadslönen.

### Hemkomsten efter kriget
Många sjömän som under kriget hamnat väster om den tyska Skagerrakspärren upplevde absurda situationer vid hemkomsten. Några som försökte få ut sin krigsriskersättning fann att kontot tömts av skattemyndigheterna som resultat av skönstaxering till följd av utebliven självdeklaration. En självdeklaration som sjömännen utanför spärren omöjligt kunde lämna in. I andra fall möttes man av polisen för att man uteblivit från värnpliktens grundutbildning.
Myndigheterna lade också ner stor kraft på att så snabbt som möjligt driva in skulder från sjöfolket. När överlevande från m/s Erik Frisell, sänkt av tyska U37 den 19 maj 1940, kom till Sverige väntade personer från överståthållarämbetet och överlämnade indrivningskvitto till de som utomlands inte haft möjligheter att betala sina skulder. En sjöman med 145 kronor och 20 öre i skuld fick dessutom betala 20 kronor i indrivningsavgift.
Krishantering av sjöfolkets upplevelser, exempelvis efter större konvojslag eller lång tid i livbåt existerade inte. Många kom att döva sin ångest med sprit.
Sedan besättningmän från fartyget  Ningpo kommit till Sverige efter att ha varit internerade i Kina under fyra år, startade Aftonbladsjournalisten Börje Heeds dokumentärroman "SOS...Ningpo" den första påtagliga debatten om krigsseglarnas öde. Samtidigt pågick en rättsprocess som startats 1946 av Svenska sjöfolksförbundet, med advokat Henning Sjöström som förbundets juridiska ombud, för att ge Ningpo-männen ersättning. Opinionen och framstötar hos regeringen gjorde att man 1952 betalade ut en viss summa till Ningpo-männen för psykiskt lidande, och man avskrev även tidigare skulder. Ytterligare en utbetalning gjordes till besättningen 1959. I liknande fall i de nordiska grannländerna dröjde det bara omkring ett år efter krigsslutet innan ersättning betalades ut.

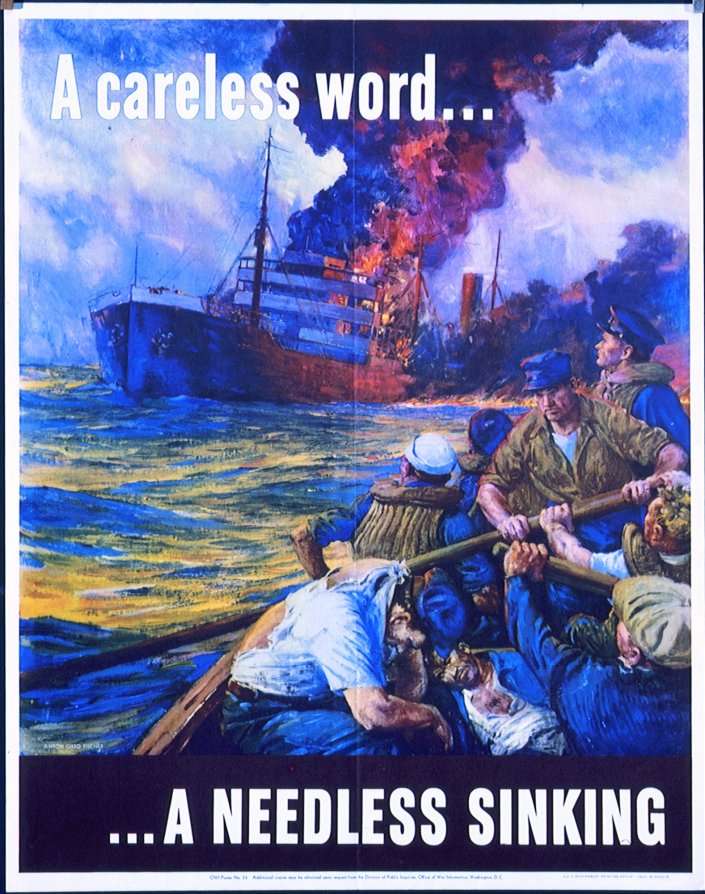
Amerikansk affisch från andra världskriget som manar till vaksamhet mot oförsiktigt tal. Motsvarar uttrycket "Loose lips sink ships".

### Officiellt erkännande
I mitten av 1990-talet beslöt regeringen efter påtryckningar från flera håll, bland annat efter Maj Wechselmanns dokumentärfilm "Rapport från de drunknade och de glömda", att officiellt hedra de svenska krigsseglarna. Ett upprop i sjöfarts- och lokalpress genomfördes för att få kontakt med ännu levande krigsseglare, vilka skulle få en personlig tackgåva från svenska staten i form av minnesboken "Krigsseglare" med sitt eget namn tryckt på omslaget. Boken bestod av dokumentärt material sammanställt av Terje Fredh, som i många år har dokumenterat krigsseglarnas upplevelser. Vid en ceremoni på Stenpiren i Göteborg invigdes också den 6 september 1997 "Krigsseglarnas minnesmärke", skapat av Lars Kleen, i närvaro av omkring 800 överlevande krigsseglare.

## Om norska krigsseglare
I samband med att norska regeringen gick i exil till England vid det tyska angreppet 1940, bildades Nortraship för att administrera alla norska fartyg som befann sig utanför tyskkontrollerat område. Slutligen opererade Nortraship över 1 000 fartyg, vid denna tid världens största rederi, och cirka 30 000 sjömän. Av dessa omkom cirka 3 000 vid närmare 500 fartygsförlisningar under andra världskriget.
År 1970 bildades Norges Krigsseilerforbund för att värna om de norska krigsseglarnas rättigheter. Bland de som efter kriget  arbetade för de norska krigsseglarnas ihågkomst fanns Gunnar Sønsteby, Norges mest dekorerade medborgare.